# Film noir

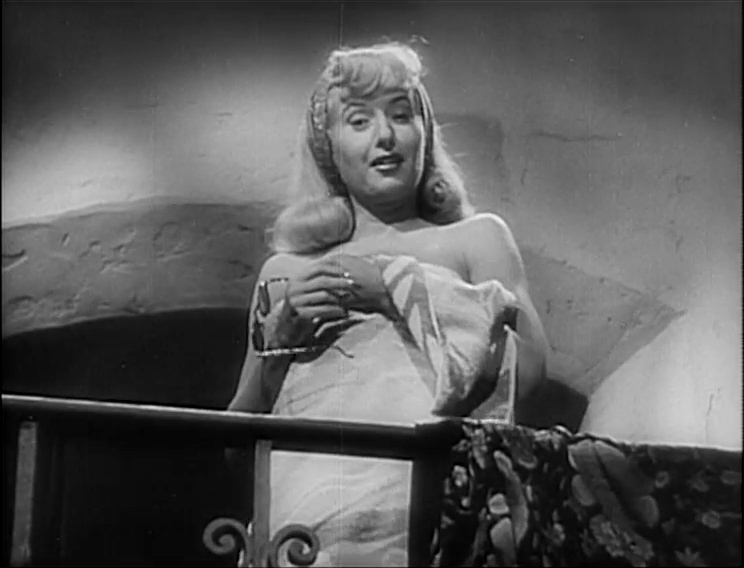
Barbara Stanwyck, como a típica "loira fatal", no clássico noir Double Indemnity (1944).

Film noir (pronúncia em francês: [film nwaʁ]; em português, 'filme negro') é uma expressão francesa designada a um subgênero de filme policial, derivado do romance de suspense influenciada pelo expressionismo alemão, o qual teve o seu ápice nos Estados Unidos entre os anos 1939 e 1950.

## Etimologia
A expressão foi aplicada pela primeira vez a um filme pelo crítico francês Nino Frank, em 1946, por analogia com os romances policiais da Série noire, uma coleção criada pela Gallimard, em 1945, cujos livros tinham capa preta e amarela, com sobrecapa preta e bordas brancas. A expressão era desconhecida dos diretores e atores à época em que foram produzidos os filmes noirs clássicos, tendo sido introduzida posteriormente por historiadores e críticos de cinema. Muitos dos criadores de films noirs revelaram mais tarde que não imaginavam, naquela época, que haviam dado origem a um subgênero cinematográfico.
O noir deriva dos romances de suspense da época da Grande Depressão (muitos  foram adaptados de romances policiais do período) e da estética dos filmes de terror da década de 1930. Os primeiros noirs apareceram no começo da década de 1940. Historicamente, foram filmados em preto-e-branco em alto contraste, sob influência da cinematografia do expressionismo alemão.

## Precursores
O film noir é resultado de uma combinação de estilos e gêneros de cinema e também das artes plásticas. De acordo com James Monaco, em American Film Now, o film noir não   constitui propriamente um gênero, mas um estilo visual. Outros críticos tratam o film noir como um "modo" ou "ciclo".
A estética do film noir é fortemente influenciada pelo expressionismo alemão à época do regime nazista. Muitos diretores alemães, como Fritz Lang, Billy Wilder e Robert Siodmak, foram forçados a emigrar, levando em sua bagagem as técnicas que  haviam desenvolvido, e realizaram, nos Estados Unidos, alguns dos mais famosos films noirs, no qual os recursos de iluminação tinham importância fundamental, sendo utilizados, por exemplo, para destacar aspectos psicológicos dos personagens ou para criar uma certa tensão no espectador, por exemplo. O uso da  iluminação "por zonas, manchas e flashes era capaz de estabelecer um isolamento do ator, separando-o do ambiente". A luz, no cinema expressionista, tem "o poder de estabelecer rupturas e relações entre personagens", acompanhando a ação de modo aparentemente arbitrário mas com a finalidade de "concentrar a atenção, articular a ação, acentuar a tensão e colorir a emoção do público."
Outras influências importantes vieram do realismo poético francês - através de certos temas como o fatalismo, a injustiça, protagonistas arruinados - e do neorrealismo italiano - que busca uma autenticidade dos personagens. Muitos films noirs posteriores, como Night and the City (1950) e Panic in the Streets (1950), adotaram uma abordagem neorrealista, utilizando fotografia in loco e, frequentemente, alguns atores não profissionais, encarnando pessoas comuns e oprimidas, como The Lost Weekend e In a Lonely Place.
Nos Estados Unidos, a principal influência literária do film noir veio da ficção policial e de suspense, produzida por escritores como Dashiell Hammett, Raymond Chandler e James M. Cain, popularizado em revistas baratas como Black Mask. Apesar de não ser considerado um "film noir", Cidadão Kane (1941) de Orson Welles teve uma forte influência no desenvolvimento do estilo deste gênero, particularmente por seus visuais barrocos e a complexa estrutura narrativa conduzida por sobreposição.

## O período clássico

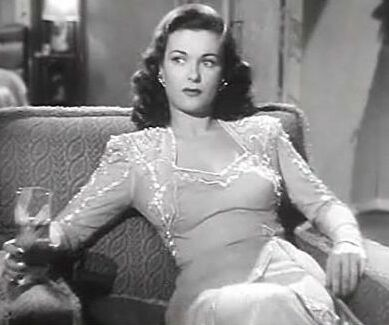
Joan Bennett em The Woman in the Window de 1944, de Fritz Lang

As décadas de 1940 e 1950 foram o "período clássico" do film noir. Alguns historiadores do cinema consideram Stranger on the Third Floor (1940) como o primeiro film noir genuíno. Touch of Evil (1958), de Orson Welles é comumente citado como o último filme do período "clássico" do noir.
Alguns estudiosos do cinema acreditam que o film noir nunca tenha acabado realmente, mas apenas perdido temporariamente a popularidade para, mais tarde, ser revivido de uma maneira um pouco diferente. Outros críticos - talvez a maioria - não consideram autênticos os filmes feitos fora do período clássico. Esses críticos consideram o genuíno film noir como pertencente a um ciclo ou período e crêem que os filmes subsequentes, que tentaram reviver os filmes clássicos, são diferentes, pois os criadores são conscientes do estilo "noir", o que os diretores dos film noirs originais talvez não fossem.
Muitos dos filmes deste subgênero eram produções de baixo orçamento, sem atores de grande prestígio. Alguns diretores e roteiristas foram mesmo perseguidos políticos durante o macartismo (fim da década de 1940 até meados da década de 1950) e impedidos de trabalhar nos grandes estúdios de Hollywood. Assim, colaboravam, sob pseudônimo, nessas produções baratas.
Os mais populares exemplos de film noir giravam em torno de uma mulher de virtudes questionáveis e eram também conhecidos por bad girl movies ('filmes de menina má'). Enquanto os filmes dos grandes estúdios demandavam mensagens mais positivas, nos filmes noir, os protagonistas podiam ser personagens fracos e moralmente ambíguos, enquanto os personagens secundários raramente possuíam alguma profundidade ou autonomia. Era regra nos filmes "A" o uso de iluminação sofisticada, interiores luxuosos e sets de filmagem externas ricamente elaborados. Já o film noir ficou conhecido por narrar dramas inteligentes e austeros permeados por niilismo, desconfiança, paranoia e cinismo, em ambientes realistas urbanos e utilizando-se de técnicas como narração confessional e movimentos de câmera com o ponto-de-vista do protagonista. Gradativamente, o estilo noir influenciou a estética do cinema - mesmo fora de Hollywood.

### Exemplos defilms noirsclássicos

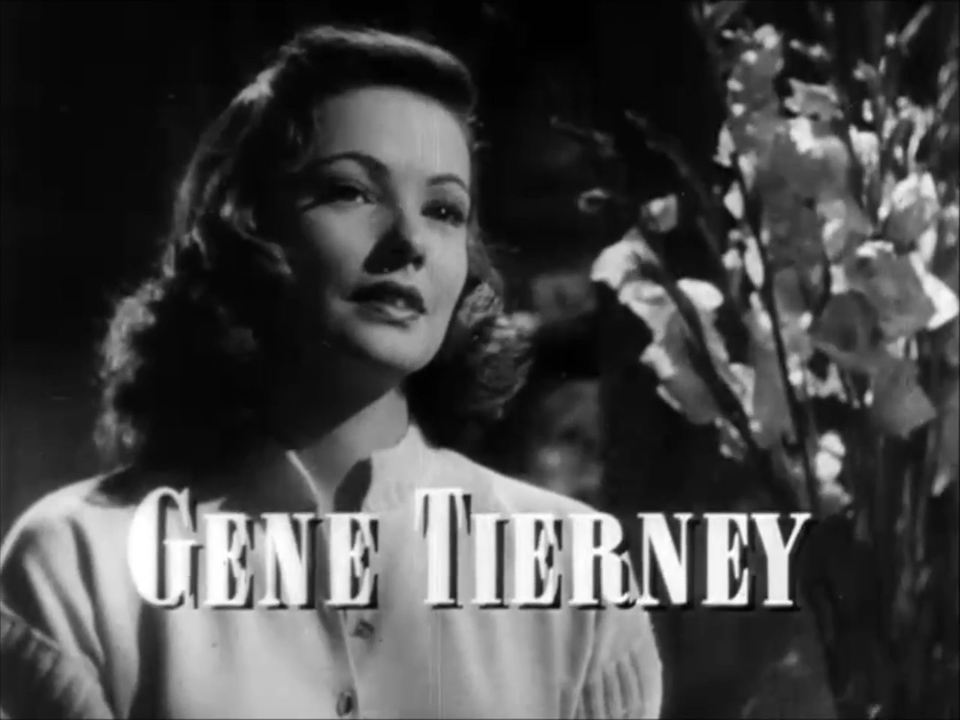
Gene Tierney como Laura

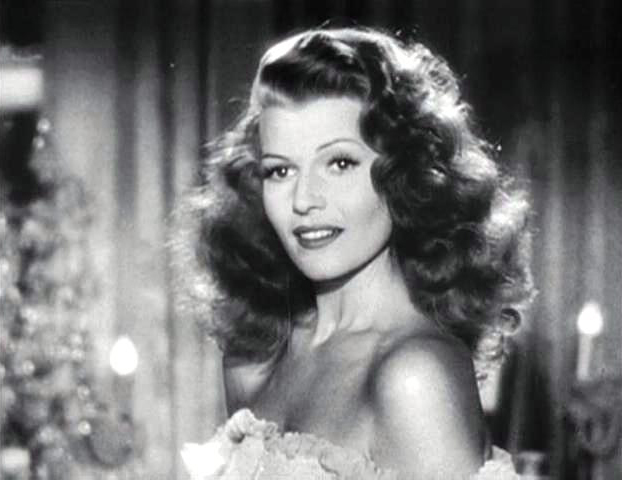
Rita Hayworth como Gilda

- Stranger on the Third Floor (1940)
- The Maltese Falcon (1941)
- This Gun for Hire (1942)
- Shadow of a Doubt (1943)
- Murder, My Sweet (1944)
- Laura (1944)
- Double Indemnity (1944)
- The Woman in the Window (1944)
- Detour (1945)
- Mildred Pierce (1945)
- The Big Sleep (1946)
- Gilda (1946)
- The Killers (1946)
- The Lady from Shanghai (1947)
- Kiss of Death (1947)
- Out of the Past (1947)
- Force of Evil (1948)
- Key Largo (1948)
- Criss Cross (1949)
- The Third Man (1949)
- White Heat (1949)
- The Asphalt Jungle (1950)
- Night and the City (1950)
- Sunset Boulevard (1950)
- The Enforcer (1951)
- Strangers on a Train (1951)
- On Dangerous Ground (1952)
- Clash by Night (1952)
- Pickup on South Street (1953)
- The Big Heat (1953)
- Kiss Me Deadly (1955)
- The Night of the Hunter (1955)
- Dementia (1955)
- The Killing (1956)
- Sweet Smell of Success (1957)
- Touch of Evil (1958)

### Alguns diretores associados ao período clássico dofilm noir
| - Edgar G. Ulmer - Jules Dassin - Edward Dmytryk - John Farrow - Samuel Fuller - Henry Hathaway | - Alfred Hitchcock - John Huston - Phil Karlson - Fritz Lang - Joseph H. Lewis - Anthony Mann | - Otto Preminger - Nicholas Ray - Robert Siodmak - Orson Welles - Billy Wilder - Robert Wise |

## Neo-noir
Na década de 1960, cineastas como Sam Peckinpah, Arthur Penn e Robert Altman criaram filmes inspirados nos film noirs originais. Em The Long Goodbye, o detetive criado por Altman é apresentado como um idiota azarado que não consegue evitar sua derrota numa batalha moral. Talvez o mais bem sucedido filme neo-noir tenha sido Chinatown (1974), de Roman Polanski.
Muitos dos filmes de Joel e Ethan Coen são exemplos de filmes influenciados pelo subgênero noir, especialmente O Homem que Não Estava Lá, Gosto de Sangue e Onde os Fracos Não Têm Vez, além da comédia O Grande Lebowski. O Homem que Não Estava Lá apresenta uma cena que parece ter sido filmada de maneira similar a uma cena de Out of the Past. Os irmãos Coen também acrescentaram diversos elementos de film noir tanto na filmagem quanto no roteiro de Fargo. Alguns críticos consideram-no um clássico moderno do gênero. O aclamado Los Angeles: Cidade Proibida, de Curtis Hanson (adaptado do romance de James Ellroy), pode ser o filme que mais se aproxima do film noir moderno, com suas histórias de policiais corruptos e femmes fatales que parecem ressurgidos dos anos 50.
O ponto-de-vista cínico e pessimista do film noir influenciou fortemente os criadores do gênero cyberpunk de ficção científica no início dos anos 1980, sendo Blade Runner e o japonês Akira os mais conhecidos filmes deste gênero. Uma mistura de film noir e cyberpunk também é chamada de tech-noir. Os personagens destes filmes são geralmente derivados de filmes de gangsters dos anos 30 e de revistas em quadrinhos. Outros exemplos de ficção científica noir são Gattaca, The Thirteenth Floor, Ghost in the Shell, Dark City e Minority Report.
Alguns consideram que os filmes de David Lynch têm forte influência noir, principalmente Blue Velvet, Lost Highway e Mulholland Drive.
Alguns trabalhos recentes com uma veia noir incluem filmes como Cães de aluguel (1992), Chicago (2002), Fargo (1996), Kiss Kiss, Bang Bang (2005), e A Simple Plan (1998); a série de videogames Max Payne, os jogos Heavy Rain e The Wolf Among Us, o remake de Insônia, de Christopher Nolan, e o suspense Dália Negra, de Brian De Palma. Também de Christopher Nolan, Amnésia e Batman Begins são considerados exemplos de neo-noir, assim como o filme Sin City, filmado em preto-e-branco, com alguns elementos em cores.
Com a estreia do seriado de TV Veronica Mars (2003), e do filme Brick (2006), o noir ganha uma nova vertente, batizada (e aplaudida) por críticos como teen-noir, uma reinvenção do gênero como expressão das angústias do universo adolescente.

## Características

### Estilo visual
Os film noirs tendem a utilizar sombras dramáticas, alto contraste, iluminação low key (que tenta criar cenas em chiaroscuro) e película em preto e-branco, resultando numa razão de 10:1 do escuro para o claro, ao contrário da razão de 3:1, dos filmes tradicionais. Muitos films noirs foram filmados em locações reais, durante a noite. Sombras de venezianas sobre o rosto de um ator enquanto ele olha através da janela são um ícone visual no film noir, já tendo se tornado um clichê.
O film noir também é conhecido pelo uso de ângulos de câmera não-convencionais e lentes grande-angulares. Outros dispositivos de desorientação utilizados nos film noirs incluem pessoas filmadas em espelhos, ou contra múltiplos espelhos, filmagens através de vidros, e múltiplas exposições.

### Situação geral
O film noir apresenta personagens desesperados num universo desapiedado. Crime, geralmente assassinato, é um elemento que permeia a maioria dos films noirs, geralmente carregados de ciúmes, corrupção e fraqueza moral. A maioria dos films noirs contém certos personagens arquétipos (femme-fatales, policiais corruptos, maridos ciumentos, corretores de seguros e bodes expiatórios), locações famosas (Los Angeles, Nova Iorque e São Francisco), e temática recorrente nos roteiros (tramas de assaltos, histórias de detetives, filmes de gangsters e de julgamentos).

### Moralidade
A moral no film noir tende a ser ambígua e relativa. Os personagens podem aderir a determinado objetivo moral, mas sempre apresentam um comportamento do tipo "o fim justifica os meios". Por exemplo, no filme The Stranger, o detetive está tão obcecado em investigar um criminoso nazista que coloca a vida de outras pessoas em risco para alcançar seu objetivo.

### Elementos dofilm noir
O film noir é mais difícil de definir especificamente que determinados gêneros como o Western ou o musical, principalmente pelo fato de que os criadores responsáveis por estes filmes não tinham a consciência de que faziam parte de determinada tendência estilística. Alguns filmes, portanto, são considerados noir por alguns e não o são por outros. Por exemplo, Leave Her to Heaven (1945), Niagara (1953), Vertigo (1958) foram filmados em cores, mas são frequentemente considerados noir. Os filmes considerados noir geralmente contêm alguns, se não todos os seguintes elementos:

#### Personagens
- Femme fatale
- Protagonistas moralmente ambíguos
- Protagonistas alienados
- Bode expiatório
- Personagens violentos ou corruptos

#### Ambientes
- Ambiente urbano
- Ambiente contemporâneo
- Locações exóticas ou remotas
- Casas noturnas e/ou clubes de jogos/apostas

#### Elementos cinematográficos
- Fotografia em preto-e-branco, ou em cores lavadas (não-saturadas)
- Ângulos baixos de filmagens, ângulos incomuns e técnicas expressionistas de fotografia
- Sequências e efeitos visuais incomuns
- Cenários noturnos e interiores sombrios
- Uso de narração

#### Elementos temáticos
- Senso de fatalismo
- Obsessão sexual/romântica
- Corrupção social ou humanitária inerente
- Emboscadas
- Niilismo

#### Elementos de roteiro
- Roteiro intrincado
- Uso de flashbacks
- Sobreposições narrativas
- Presença do protagonista em praticamente todas as cenas
- História contada sob perspectiva criminal
- Assassinato ou roubo como centro da história
- Falsas acusações
- Traição
- Inevitabilidade do fracasso do protagonista
- Final em aberto ou ambíguo